# Mètode de Fowler
El Mètode de Fowler (rentada de N2) és una tècnica utilitzada per a mesurar l'espai mort anatòmic d'un individu i poder emetre un diagnòstic. Aquest "espai" és el volum d'aire inspirat que roman a les vies de conducció de l'aparell respiratori i no participa en l'intercanvi gasós.

## Procediment

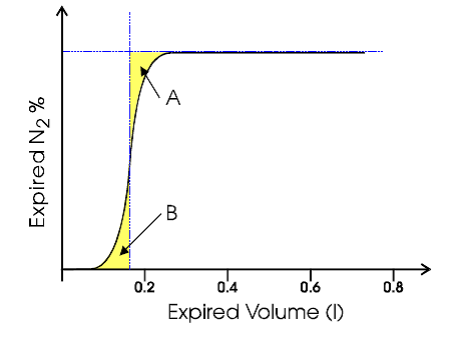
Corba sigmoide del percentatge de nitrogen espirat.

El pacient respira amb normalitat a través d'una caixa de distribució, i el tub per a mostres d'un analitzador ràpid de nitrogen obté contínuament mostres de l'aire als llavis. Es realitza una inspiració d'oxigen pur i, a partir d'ella, els resultats del mesurament es reflecteixen en una gràfica que relaciona el percentatge de nitrogen espirat enfront del temps.

## Representació gràfica
Després de la inspiració d'oxigen al 100%, el mesurament de nitrogen en l'analitzador cau a 0. Un cop començada l'expiració, el primer tram de la gràfica continua horitzontalment (segueix sent 0), mesura que surt aire de les vies respiratòries corresponent a la inspiració immediatament anterior i provinent de l'espai mort anatòmic. A continuació, comença a ascendir seguint una corba sigmoide a mesura que l'aire de l'espai mort és rentat (es barreja) cada vegada més per aire alveolar, fins a tornar a estabilitzar el mesurament al voltant del 40% (nitrogen espirat) en l'anomenada altiplà alveolar, que en les persones sanes no és molt aplanada, i en els pacients amb pneumopaties es pot elevar de forma escarpada. 

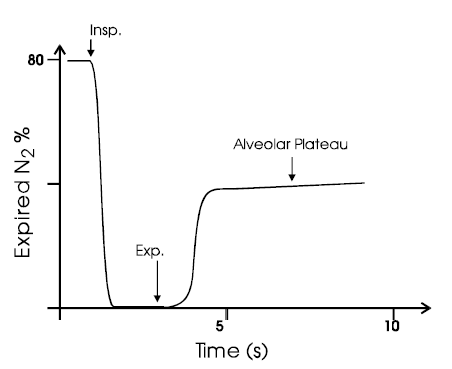
Mesura del N2 respecte al temps

## Interpretació
Per al càlcul de l'espai mort anatòmic, s'empra una nova gràfica en la qual se substitueix, en l'eix d'abscisses, el temps pel volum total espirat, mantenint-se en ordenades el valor de percentatge de nitrogen espirat. A l'eix d'abscisses hi haurà un punt des del qual, traçant una vertical que talli la nova corba sigmoide, permeti establir dues àrees, A i B, d'idèntica superfície delimitades per la corba, la vertical i els límits superior i inferior de la gràfica. Aquest punt, referit al volum espirat, serà l'espai mort anatòmic.

## Resultats i aplicació clínica
Mitjançant el mètode s'obté un valor que representarà el volum d'espai mort anatòmic de l'individu. El valor normal oscil·la al voltant de 150 ml, però pot elevar o descendir com a resultat de diverses patologies.

### Augment de l'espai anatòmic

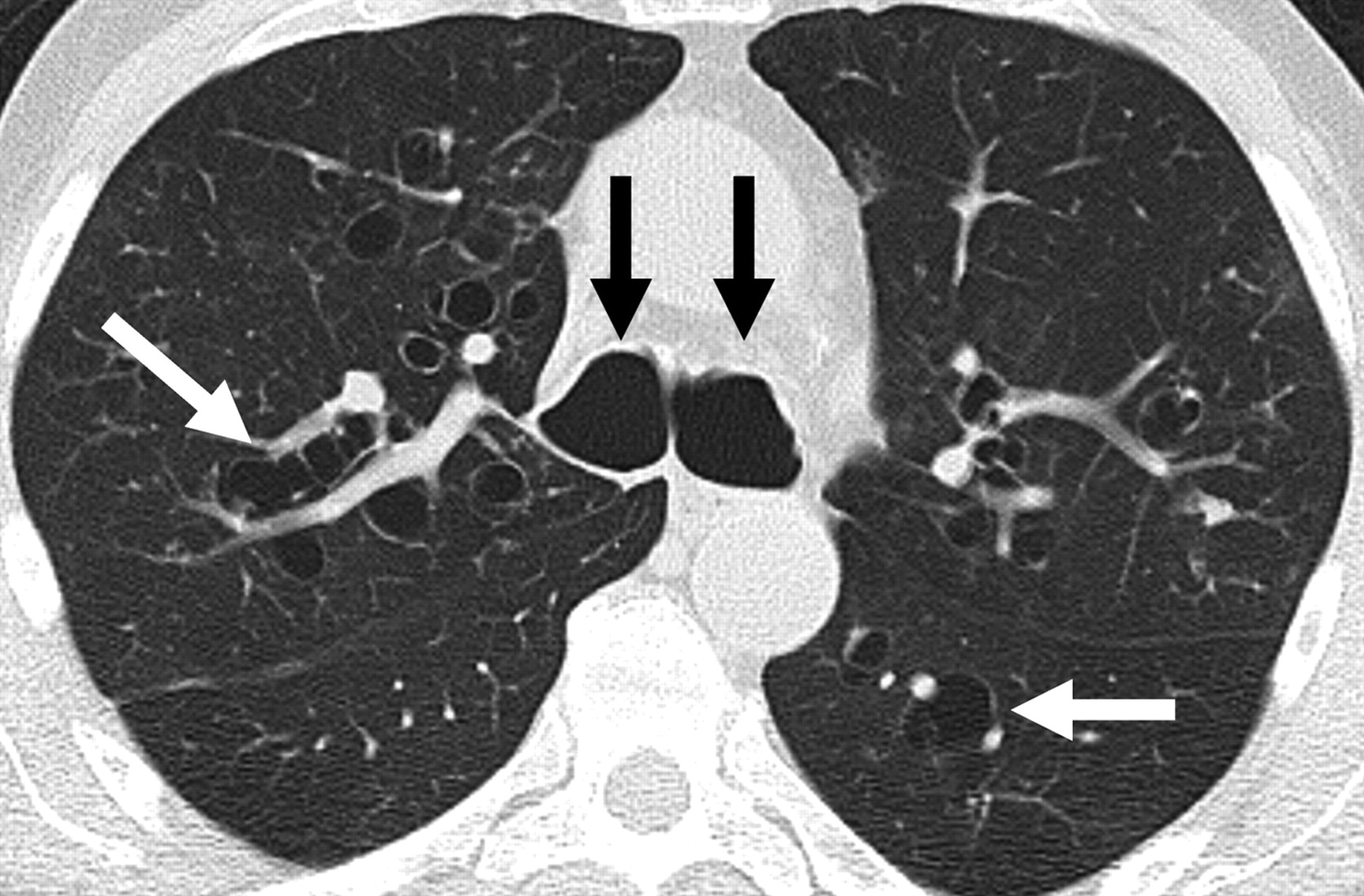
Bronquièctasi

- Intubació: la intubació de pacients hospitalaris augmentarà l'espai mort anatòmic de les seves vies respiratòries, en actuar el tub com un segment més en què no hi haurà intercanvi.

- Síndrome de Mounier-Kuhn o traqueobroncomegalia: caracteritzat per un marcat augment del calibre de la tràquea i els bronquis principals.[4]
- Bronquièctasis quístiques: dilatacions saculars dels bronquis que apareixen en malalties com la fibrosi quística o la discinèsia ciliar primària.

### Disminució de l'espai anatòmic

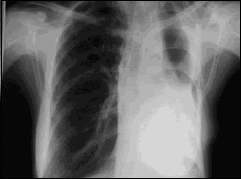
Lobectomia del lòbul inferior esquerre

- Pneumonectomia i lobectomia: extirpació d'un pulmó complet o d'un lòbul pulmonar, respectivament.

- Traqueotomia: l'espai mort anatòmic es pot veure reduït fins a un 60%[5] en obrir-se la tràquea a l'exterior uns centímetres abans.
- Tumors bronquials: poden produir l'obstrucció d'un bronqui principal o lobar.